# Puimayen
Puimayen és una localitat de l'Uruguai, ubicada a l'extrem oriental del departament de Rocha. El rierol Chuy la separa del Brasil.

## Població
D'acord amb les dades del cens del 2004, Puimayen tenia 503 habitants.
| Any  | Població |
| ---- | -------- |
| 1963 | -        |
| 1975 | 78       |
| 1985 | 192      |
| 1996 | 386      |
| 2004 | 503      |
| 2011 | 505      |

Font: Institut Nacional d'Estadística de l'Uruguai